# Bahnhof Perth (Western Australia)

Der Bahnhof Perth ist der wichtigste Bahnhof in der australischen Millionenmetropole Perth. Er besteht aus einem oberirdischen und einem unterirdischen Bahnhofsteil (Perth Underground). Er gilt als der westliche Endpunkt der erweiterten Definition der transaustralischen Eisenbahnverbindung nach Sydney, auch wenn der diese Verbindung anbietende Fernverkehrszug Indian Pacific am östlich gelegenen Bahnhof East Perth startet.

## Geschichte
Die ursprüngliche Perth Central Station wurde am 1. März 1881 nach Plänen von Richard Roach Jewell eröffnet, als die Eastern Line von Fremantle nach Guildford dem Verkehr übergeben wurde.
Die steigende Bedeutung der Eisenbahn ließ den Bahnhof alsbald als zu klein erscheinen, weswegen nach der Eröffnung der Bahnstrecke nach Armadale 1889, der späteren South West Main Line, vom Architekten George Temple-Poole ein neuer Bahnhof im neoklassischen Stil entworfen, der 1894 in Betrieb genommen wurde.
Der Bahnhof Perth war bis in die 1970er-Jahre der Knotenpunkt der Western Australian Government Railways (WAGR) und deren Verwaltung war ebenso im Bahnhof untergebracht. Mit der Einstellung des meisten überregionalen Bahnverkehrs in Western Australia und der Errichtung eines Dreischienengleises (Normal-/Kapspur) bis zum East Perth Terminal, was diesen zum Endpunkt der transkontinentalen Fernverbindung nach Sydney machte, sank die Bedeutung des Bahnhofs. Heute ist er nunmehr Endpunkt der überregionalen Bahnverbindung Australind nach Bunbury sowie Knotenpunkt des Transperth-Vorortsbahnnetzes.

### Perth Underground Station
Nach den bundesstaatlichen Parlamentswahlen 2001 präsentierte die gewinnende Labor Party unter dem Projektnamen New MetroRail City Project den Plan eines unterirdischen Bahntunnels unter Perths Stadtzentrum mit einem unterirdischen Bahnhofsteil am Bahnhof Perth und einer weiteren Tunnelstation namens Esplanade. Die Bauarbeiten starteten 2004. Die Tunnelbauarbeiten waren im August 2006 vollendet und die ersten Testfahrten fanden im Juli 2017 statt. Am 15. Oktober 2007 wurde der unterirdische Bahnhofsteil dem Verkehr übergeben.

## Verkehr
Perth ist Endpunkt der überregionalen Transwa-Bahnverbindung Australind auf der South West Main Line nach Bunbury. Infolge Bauarbeiten ist die Verbindung bis Mitte Juni 2025 ausgesetzt.
Im Bahnhof Perth treffen alle sechs Linien des Transperth-Netzes zusammen. Diese bieten Verbindungen nach Fremantle, East Perth, Armadale, High Wycombe, Midland, zum Flughafen Perth, Mandurah oder Yanchep. Letztere beiden Linien verkehren ab Perth Underground und gehen in jeweils die andere über, was eine Durchmesserlinie durch Perth schafft. Per Dezember 2024 startet eine weitere Verbindung nach Ellenbrook.